# Pilota d'Or 1959
La Pilota d'Or 1959, entregada en nom de France Football al millor futbolista d'Europa, segons un panell de periodistes d'esports d'arreu dels països de la UEFA, fou entregat a Alfredo Di Stéfano el 15 de desembre de 1959. Fou la segona vegada que Di Stéfano guanyava el premi.

## Classificació
| Posició | Nom                | Club                         | Nacionalitat   | Punts |
| 1       | Alfredo Di Stéfano | Reial Madrid                 | Espanya        | 80    |
| 2       | Raymond Kopa       | Reial Madrid Reims           | França         | 42    |
| 3       | John Charles       | Juventus FC                  | Gal·les        | 24    |
| 4       | Luis Suárez        | FC Barcelona                 | Espanya        | 22    |
| 5       | Agne Simonsson     | Örgryte IS                   | Suècia         | 20    |
| 6       | Lajos Tichy        | Budapest Honvéd              | Hongria        | 18    |
| 7       | Ferenc Puskás      | Reial Madrid                 | Hongria        | 16    |
| 8       | Francisco Gento    | Reial Madrid                 | Espanya        | 12    |
| 9       | Helmut Rahn        | Rot-Weiss Essen 1. FC Köln   | RFA            | 11    |
| 10      | Horst Szymaniak    | Wuppertaler SV Karlsruher SC | RFA            | 8     |
| 11      | Lev Iaixin         | Dynamo Moscow                | Unió Soviètica | 7     |
| 12      | Yuriy Voynov       | FC Dinamo de Kíev            | Unió Soviètica | 5     |
| 13      | Dezső Bundzsák     | Vasas                        | Hongria        | 4     |
| 13      | Gyula Grosics      | Tatabánya                    | Hongria        | 4     |
| 13      | Ivan Kolev         | CDNA Sofia                   | Bulgària       | 4     |
| 13      | Nils Liedholm      | AC Milan                     | Suècia         | 4     |
| 17      | Titus Buberník     | ČH Bratislava                | Txecoslovàquia | 3     |
| 17      | Just Fontaine      | Reims                        | França         | 3     |
| 17      | Georgi Naydenov    | CDNA Sofia                   | Bulgària       | 3     |
| 20      | Flórián Albert     | Ferencvárosi TC              | Hongria        | 2     |
| 20      | Uwe Seeler         | Hamburger SV                 | RFA            | 2     |
| 20      | Joan Segarra       | FC Barcelona                 | Espanya        | 2     |
| 23      | János Göröcs       | Újpest FC                    | Hongria        | 1     |
| 23      | Ken Jones          | Scunthorpe United            | Gal·les        | 1     |
| 23      | Roger Marche       | RC Paris                     | França         | 1     |
| 23      | Antoni Ramallets   | FC Barcelona                 | Espanya        | 1     |